# ヨグ＝ソトース
ヨグ＝ソトース（英: Yog-Sothoth）は、クトゥルフ神話に登場する架空の神。

## 概要
ハワード・フィリップス・ラヴクラフトの作品に登場する存在。「存在」ではなく「空虚」（void）とも表現される。T.S.ミラーの学術論文によると、ラヴクラフトの描写は汎神論的であり、果てしない全ての物事や時間さえもが「神」（ヨグ＝ソトース）の一部分とされている。森瀬繚の『図解　クトゥルフ神話』によると、ヨグ＝ソトースとは「時空の制限を一切受けない最強の神性にして『外なる神』の副王」だとされる。この神性は過去・現在・未来を、全存在（旧支配者や「外なる神」さえ）をも含有しており、かつあらゆる時間・空間と共に存在している。ラヴクラフトの『銀の鍵の門を越えて』では、ヨグ＝ソトースに関して「始まりも終わりもない。」とされ、「かつてあり、いまあり、将来あると人間が考えるものはすべて、同時に存在するのだ。」とされている。
- 「あらゆる大地、あらゆる宇宙、あらゆる物質を超越する、＜最極の空虚＞」[2]
- 「無」[6]（nothingness）[7]
- 「限りのない空虚」[8]（illimitable void）[9]
- 「存在、大きさ、範囲という概念のことごとくを超越するもの」[8]

等もヨグ＝ソトースと呼ばれる。主人公のランドルフ・カーターが出会った際には、次のように描写されている。
| 「                                      | それこそ果てのない存在と自己の＜一にして全＞、＜全にして一＞の状態にほかならなかった。単に一つの時空連続体に属するものではなく、存在の全的な無限の領域―制限をもたず空想も数学もともに凌駕する最果の絶対領域―その窮極的な生気汪溢する本質に結びつくものだった。おそらく地球のある種の秘密教団がヨグ＝ソトースと囁いていたものがそれだろう。これは他の名前を数多くもつ神性であり、ユゴス星の甲殻種族が＜彼方なるもの＞として崇拝し、渦状銀河の薄靄めいた頭脳が表現しようのない印でもって知っている神性である―しかしカーターは瞬時のうちに、こうした考えがいかに浅薄皮相なものであるかを悟った。 | 」 |
| — （『ラヴクラフト全集 6』、134頁より） | |    |

## 別名や形容
- 「人間であり非人間であり、脊椎動物であり無脊椎動物であり、意識をもつこともありもたないこともあり、動物であり植物」[11]
- 「カーターが自分であることを知っている存在」[11]
- 「カーター自身の原型」[12]
- 「時間と空間を超越するただ一つの窮極的かつ永遠の＜カーター＞」[13]
- 「まだ生まれてもいない未来の世界におけるランドルフ・カーターと呼ばれる不条理かつ法外な種族の実体」[14]
- 「幼年期の夢で見た魅惑つきせぬ領域」[15]
- 「惑星ヤディスの魔道士ズカウバが繰返し連続して見る夢」[14]
- 「地球はおろか太陽系において知られざるものの囀りや呟きに似た音」[16]
- 「局所性、自己一体感、無限性とが組み合わさった空恐ろしい想念」[10]
- 「力の渦動」[8]
- 「原型的な無限の目眩く到達不可能な高み」[5]
- 「不変かつ無限である現実」[17]
- 「ただ一つの原型的かつ永遠の存在」[18]
- 「＜窮極の原型＞」[12]
- 「深淵と全能の＜実体＞」[19]
- 「口にするのもはばかれるほど神聖な存在」[13]
- 「インドの寺院に彫りこまれた手足と頭を多数備える彫像」[6][注 2]
- 「＜真実の人＞」[21]
- 「＜彼のもの＞」[2]
- 「＜そのもの＞」[12]（IT）[9]

## 詳細
オーガスト・ダーレスによって体系化されたクトゥルフ神話において人間に害をなすと位置付けられた旧支配者・外なる神の一柱である。
『ダニッチの怪』にて人間の女性と子をなした事は、ヤハウェの見立てと考察されており、新潮文庫2019年版にて翻訳を行った南條竹則も文庫巻末にて解説している。正確には子の方に視点を置いて、ヨグ＝ソトースを父と呼ぶ怪物をイエスになぞらえていると言い、ブラックユーモアと付け加えている。またリチャード・L・ティアニーのThe Drums of Chaosではヤハウェの正体をヨグ＝ソトースとし、イエスはヨグ＝ソトースの落とし子であるという設定になっている。この作品における旧神は酷薄な支配者であり、宇宙を破壊して一切を旧神の抑圧から解き放つことがヨグ＝ソトースとイエスの目的であるとされる。

### 名前
日本語への翻訳（音訳）による表記ブレがある（例：ヨグ＝ソトホート、ヨグ・ソトト、ヨグ・ソトホース）。また本質的には人間に発音できない名称であり、なんとか人間の言語で表記したものがYog-Sothothなのだという。これらはクトゥルフ神話の存在としてはスタンダードな設定。ハイパーボリアでは「Yok-Zothoth（ヨク＝ゾトス）」、アヴェロワーニュでは「イォグ＝ソトース（Iog-Sothoth）」の訛りで呼ばれた。
別名や形容も多数。以下は代表例。
門にして鍵（The Key and the Gate）
『ネクロノミコン』での記述。
全にして一  一にして全なる者
（The All-in-One, The One-in-All）
窮極の門の奥に「一にして全、全にして一」である存在がおり、それはおそらくヨグ＝ソトースと呼ばれているものなのだろうと「銀の鍵の門を超えて」で語られている。
戸口にひそむもの（The Lurker at the Thereshold）
次元の門の向こう側に潜み、手先を使って門を開けさせ、地上への侵略を企てることからの異名。

### 外見
定まった形を持たない、神聖な超越神。
だが具体的に顕現する姿は、「絶えず形や大きさを変える虹色の輝く球の集積物」、「一つ一つが太陽のように強烈な光を放つ玉虫色の球体の集積物」として知られる。ただしこの姿はあくまで表面であり、本体はその奥にいる、触角を持つ粘液状の怪物であるという。
銀の鍵を用いて第一の門を通り抜けると、「旧きものども」が窮極の門を守護している。旧きものどもの筆頭はヴェールをかぶったウムル・アト＝タウィルであり、彼はヨグ＝ソトースの化身であるとも代理者であるともいわれている。リン・カーターによると、ウムル・アト＝タウィルはかつて他の魔道士と同様にヨグ＝ソトースの崇拝者として窮極の門を訪れ、ヨグ＝ソトースに仕えるために自己を抛って旧きものどもの統領にまで上り詰めたのだという。
現在よく知られている「虹色の球体」という姿は、ダーレスの『暗黒の儀式』およびレイニー/カーターの辞典で広まったものである。考えたのはラヴクラフトであるが、ちらりと言及した程度でありヨグ＝ソトース自体を登場させてはいない。ラヴクラフトは『ダニッチの怪』では、ウェイトリー家のおぞましい双子を指すことで父神の実態をほのめかしている。また友人宛の手紙では「思い通りの姿をとれる」「気体にも液体にも固体にもなれる」「触腕ある姿を好む」などと述べている。

### 性格
ラヴクラフトはその作品中でヨグ＝ソトースの性格を具体的に語ってはいないが、ウィリス・コノヴァーに宛てた1937年1月10日付の書簡に「執念深い傾向で有名」と記述している。また、当時ラヴクラフトらと仲が悪かったフォレスト・J・アッカーマンにヨグ＝ソトースをけしかけることをコノヴァーが提案したときは「蠅を潰すような仕事を外宇宙の不滅なる魔神にやらせるとは失礼千万だと断られてしまいました」と返信した。

### 代表的な登場作品
チャールズ・ウォードの奇怪な事件：ハワード・フィリップス・ラヴクラフト
1927年執筆・初言及された作品。作中時1928年。死者を蘇生させる呪文と、崩壊させて元の塩に戻す呪文に、ヨグ＝ソトースの名前が含まれる。ヨグ＝ソトースそのものは登場しない。
ダニッチの怪]：ハワード・フィリップス・ラヴクラフト
1929年執筆・作中時1928年。ダニッチのウェイトリー家の双子は、ヨグ＝ソトースと人間の混血児。息子ウィルバーは、父神を召喚しようとするが、所持する『ネクロノミコン』は不完全版なので呪文が載っておらず、ミスカトニック大学付属図書館が所蔵する本を盗み出そうとする。
銀の鍵の門を越えて：ハワード・フィリップス・ラヴクラフト
1932年執筆・作中時1928-1932年。窮極の門の先にいるのがヨグ＝ソトースであり、ウムル・アト＝タウィルを門番としている。ウムル・アト＝タウィルには化身説もある。鍵であり門であり守護者であるという、超越神にして人格神。
暗黒の儀式 ：ラヴクラフト＆ダーレス
1945年執筆・作中時1924年。黒魔術師リチャード・ビリントンはヨグ＝ソトースや旧支配者を地上に呼び戻そうとする。ヨグ＝ソトースの外見についての言及あり。原題『The Lurker at the Thereshold』は、ヨグ＝ソトースの異名を指す。
丘の夜鷹 ：オーガスト・ダーレス
1948年執筆・作中時1928年。『ダニッチの怪』と関連が深い。ウェイトリー家の親戚が登場し、また夜鷹の象徴に着眼する。
ダニッチと並行した侵略プランBとして、ある人物を夢テレパシーで操り、外世界から召喚させようとする。その人物はヨグ＝ソトース（達）の都市とみられる光景を夢に見る。
ネクロノミコン断章
ネクロノミコンの16世紀ジョン・ディー文書を解読したものという体裁をとり、その性質上『ダニッチの怪』の設定を大量に補うものとなっている。
環状列石の並べ方、バルザイの偃月刀の製作法、召喚法などの説明がある。また13の球体をヨグ＝ソトースの使い魔とし、名前と個性がつけられている。
アリシア・Y：後藤寿庵
主人公のアリシア・Y・アーミティッジは「ヘンリー・アーミテイジの子孫の女性に産ませたヨグ＝ソトースの娘」と作中で説明されている。
その他
WT作家として、CAスミスが『アゼダラクの聖性』で、REハワードが『アッシュールバニパルの焔』で、ヘンリー・カットナーが『クラーリッツの秘密』で、名前だけ登場させており、異なる作家の世界観同士をゆるやかに繋げていた。その後、クトゥルフ神話が体系化されると、クトゥルフ神話のヨグ＝ソトースとして登場するようになる。また特にリン・カーターは、ヨグ＝ソトースを直接登場させないままに設定の方を持っている。
クトゥルーの眷属（ロバート・シルヴァーバーグ、1959）、ハイ・ストリートの教会（ラムジー・キャンベル、1962）、ダニッチの破滅（リチャード・A・ルポフ、1997）、下から見た顔（ローレンス・J・コーンフォード、2001）

### 他の神との関係
クトゥルフ神話には神々の系譜がある。ラヴクラフトが友人に宛てた手紙で冗談めかして語っている。
ラヴクラフトの系譜によると、アザトースが3つの存在「ナイアーラトテップ」「無名の霧（Nameless Mist）」「闇」を生み出し、無名の霧からヨグ＝ソトースは生まれたとされる。ヨグ＝ソトースは雄性・男性神格である。また闇からはシュブ＝ニグラス（雌性）が生まれており、クトゥルフなど旧支配者の多くが、ヨグ＝ソトースとシュブ＝ニグラスの子孫にあたる。ユーノーに浮気を知られたときのユーピテルのように、ヨグ＝ソトースも気まずい思いをするときがあるに違いないとラヴクラフトは1936年9月23日付のコノヴァー宛書簡で述べている。
リン・カーターの系譜によれば、ラヴクラフト同様にアザトースの子だが、兄弟的存在が異なる。続いてヨグ＝ソトースの異母子達がクトゥルフ、ハスター、ヴルトゥーム、ツァトゥグァ。
後続作者らは神々の系譜を設定変更しているが、邪神達の祖を遡ればヨグ＝ソトースに行きつくという設定は大枠で共通しており、ヨグ＝ソトースが父なる男神ということは一貫している。ヨグ＝ソトースは時空を超えた超越神として言及されているが、また一方では実体があり、子孫にあたる存在が多数いる。
オーガスト・ダーレスは、『永劫の探究』の第4・5部において、シュリュズベリイ博士のセリフに仮託して、ヨグ＝ソトースを最強の旧支配者と呼んだ。ヨグ＝ソトースは四大霊では大地の神に分類される。四大霊と大地の神ヨグ＝ソトースを広めたのはレイニー/ダーレス/カーターの3人であるが、カーターは最終的にヨグ＝ソトースなどを、かつて地の精とされたのは誤りであり四大霊を超えた第五元アイテールであると訂正している。
ブライアン・ラムレイの系譜では、邪神の王クトゥルフに次いで強大な邪神とされる。クトゥルフとヨグ＝ソトースに対応する旧神として、クタニドとヤード＝サダジがいる。ヤード＝サダジの姿は、黄金色に輝く球体の集積物として描写される。